# J3 League 2014
La J3 League 2014, también conocida como Meiji Yasuda J3 League 2014 por motivos de patrocinio, fue la primera temporada de la J3 League, categoría recién establecida por la J. League. Contó con la participación de doce equipos. El torneo comenzó el 9 de marzo y terminó el 23 de noviembre de 2014.
El campeón fue Zweigen Kanazawa, por lo que ascendió a Segunda División. Por otra parte, salió subcampeón Nagano Parceiro, quien clasificó a la promoción entre J2 y J3 para tratar de obtener el segundo ascenso, pero la perdió y permaneció en la tercera división.

## Establecimiento
Después de la reunión en el Comité Mixto J1-J2 el 16 de enero de 2013, todos los clubes de la J. League acordaron en un principio el establecimiento de la nueva liga a partir de 2014. Esta decisión fue formalmente puesta en vigor por el Consejo de la J. League el 26 de febrero. Inicialmente, la liga estaba planeada para lanzarse con 10 equipos, pero otra sesión del consejo en julio decidió que la temporada inaugural de la J3 contaría con 12 clubes.

## Reglamento de juego
El torneo se disputó en un formato de todos contra todos en el que cada equipo debió jugar tres partidos contra sus otros once contrincantes (al menos una vez de local, salvo la Selección sub-22 de la J. League, que disputó todos sus encuentros de visitante); de esta manera, cada cuadro completaría 33 encuentros. Una victoria se puntuaba con tres unidades, mientras que el empate valía un punto y la derrota, ninguno.
Para desempatar se utilizaron los siguientes criterios:
1. Puntos
2. Diferencia de goles
3. Goles anotados
4. Resultados entre los equipos en cuestión
5. Desempate o sorteo

El equipo con más puntos al final del campeonato ascendería directamente a la J2 League 2015, mientras que se jugarían dos partidos de promoción entre el subcampeón y el penúltimo de la J. League Division 2 2014 para dirimir un cupo en la segunda categoría.

## Tabla de posiciones
| Pos. | Equipo                           | Pts. | PJ | G  | E  | P  | GF | GC | Dif. | Ascenso                    |
| ---- | -------------------------------- | ---- | -- | -- | -- | -- | -- | -- | ---- | -------------------------- |
| 1    | Zweigen Kanazawa (C)             | 75   | 33 | 23 | 6  | 4  | 56 | 20 | +36  | Ascendido a J2 League 2015 |
| 2    | Nagano Parceiro                  | 69   | 33 | 20 | 9  | 4  | 58 | 23 | +35  | Promoción J2/J3            |
| 3    | Machida Zelvia                   | 68   | 33 | 20 | 8  | 5  | 59 | 22 | +37  |                            |
| 4    | Gainare Tottori                  | 53   | 33 | 14 | 11 | 8  | 34 | 25 | +9   |                            |
| 5    | Grulla Morioka                   | 45   | 33 | 12 | 9  | 12 | 43 | 39 | +4   |                            |
| 6    | S.C. Sagamihara                  | 43   | 33 | 12 | 7  | 14 | 44 | 48 | −4   |                            |
| 7    | Fukushima United                 | 36   | 33 | 9  | 9  | 15 | 30 | 38 | −8   |                            |
| 8    | Blaublitz Akita                  | 34   | 33 | 10 | 4  | 19 | 38 | 57 | −19  |                            |
| 9    | F.C. Ryukyu                      | 34   | 33 | 8  | 10 | 15 | 31 | 50 | −19  |                            |
| 10   | Selección sub-22 de la J. League | 33   | 33 | 9  | 6  | 18 | 37 | 63 | −26  |                            |
| 11   | Fujieda MYFC                     | 30   | 33 | 7  | 9  | 17 | 36 | 52 | −16  |                            |
| 12   | YSCC Yokohama                    | 24   | 33 | 4  | 12 | 17 | 29 | 58 | −29  |                            |

 Fuente: J. League Data Site: 2014 MEIJI YASUDA J3 LEAGUE League table
Criterios de clasificación: 1) puntos; 2) diferencia de goles; 3) número de goles marcados; 4) resultados entre los equipos en cuestión.

## Promoción J2/J3
| 30 de noviembre de 2014, 12:33 (UTC+9) | Nagano Parceiro | 0:0     | Kamatamare Sanuki | Estadio Atlético, Nagano                                |                                                         |
|                                        |                 | Reporte |                   | Asistencia: 8.944 espectadores Árbitro(s): Itaru Hirose | Asistencia: 8.944 espectadores Árbitro(s): Itaru Hirose |

| 7 de diciembre de 2014, 12:33 (UTC+9) | Kamatamare Sanuki | 1:0 (0:0) | Nagano Parceiro | Estadio Pikara, Marugame                               |                                                        |
|                                       | Kijima 71'        | Reporte   |                 | Asistencia: 6.170 espectadores Árbitro(s): Kenji Ōgiya | Asistencia: 6.170 espectadores Árbitro(s): Kenji Ōgiya |

Kamatamare Sanuki ganó por 1 a 0 en el marcador global y se mantuvo en la Segunda División para la temporada 2015, al mismo tiempo que Nagano Parceiro permaneció en la J3 League.

## Campeón
|                                      |
|                                      |
| Campeón Zweigen Kanazawa 1.er título |